# Ronny Waterschoot
Ronny Waterschoot (Sint-Niklaas, 9 maart 1946) is een Vlaams acteur, scenarist en regisseur. Ronny studeerde aan het Heilig-Hartcollege (Ganshoren) en Studio Herman Teirlinck en hij is gehuwd met auteur Mieke Verbelen.

## Geschreven theaterstukken
- Dokter, Doktoor (2012)[1]

## Rollen
- Kapitein Zeppos (1964) - Jekker
- Koning Lear (1969) - Edelman van Cordelia
- Fabian van Fallada (1969) - Kadol
- Nand in eigen land (1970)
- Keromar (1971) - Obigal
- Arsenicum en oude kant (1971) - O'Hara
- Rebel in soutane (1971) - Pedro
- Een ver land (1971) - Douglas
- Laat alle hoop varen (1973) - Dr. Pollaert
- Moeder Hanna (1973) - Ouboeta
- Het huis der onbekenden (1974) - Portier
- Leonard (1974) - Peter
- De opkopers (1977) - Politieagent Boeykens
- Rubens, schilder en diplomaat (1977) - Chieppo
- Het huwelijksfeest (1978) - Tinker White
- De Brusselse straatzanger (1978) - Ridolfi
- Maria Speermalie (1979) - Gendarme
- Everard 't Serclaes (1979) - Karel Pex
- Een maand op het land (1979) - Ignatie
- De blijde dag (1980) - Agent
- Mijn vriend de moordenaar (1980)
- Brussels by Night (1983) - Politieagent
- Merlina (1983) - Detective Odilon Boeykens
- Geschiedenis mijner jeugd (1983)
- De Leeuw van Vlaanderen (1985) - Gwijde van Namen
- Wildschut (1985) - Ritmeester
- Het gezin van Paemel (1986) - Eduard
- Boerenpsalm (1989) - Wortel
- Mama mijn papa (1990) - Marcel
- Moordterras (1991) - Bruno
- De grijze man (1991)
- Familie (1992) - Rechter
- My Way (1993)
- Het Park (1993) - Aramis
- Ad fundum (1993) - Advocaat De Prins
- Niet voor Publicatie (1994) - De Krol
- Familie (1993-1999, 2001) - Didier De Kunst
- Spoed (2000)
- Matroesjka's (2005) - Hoofdcommissaris Van Hout
- Zone Stad (2005) - Senator Verbesselt
- Mega Mindy (2007) - Joman, de magnetiseur
- Witse (2008) - Omer Vermeersch
- Aspe (2009) - Reinhard Stievus
- Skilz (2011) - Boer Maes
- Callboys (2019) - Notaris
- De twaalf (2019) - Vader van Björn en Joeri